# Reygade
Reygades redirige ici.
Reygade (nom officiel), ou parfois Reygades (nom local), est une commune française située dans le département de la Corrèze en région Nouvelle-Aquitaine.

## Géographie

### Généralités
La commune de Reygade, traversée par le 45e parallèle nord, est de ce fait située à égale distance du pôle Nord et de l'équateur terrestre (environ 5 000 km).
Dans le sud du département de la Corrèze, elle est bordée au nord par la Dordogne. Son territoire s'étend sur 13,94 km2, principalement sur les hauteurs entre la vallée de la Dordogne et celle de son affluent, la Cère.
L'altitude minimale, 160 mètres, se trouve à l'extrême nord, là où la Dordogne quitte la commune et sert de limite entre celles de Bassignac-le-Bas et Monceaux-sur-Dordogne. L'altitude maximale avec 518 ou 526 mètres est localisée à l'extrême ouest, au nord-ouest du lieu-dit Roupeyroux.
Le bourg de Reygade, desservi par la route départementale (RD) 41E3, se situe, en distances orthodromiques, neuf kilomètres au sud-sud-ouest d'Argentat.
Le territoire communal est également desservi par les RD 41, 116 et 136.
Dans le sud, le sentier de grande randonnée GR 480 traverse le territoire communal du sud-ouest à l'est, sur environ six kilomètres.

### Communes limitrophes
Reygade est limitrophe de cinq autres communes.
Les communes limitrophes sont  Altillac, Bassignac-le-Bas, La Chapelle-Saint-Géraud, Mercœur et Monceaux-sur-Dordogne.
|                  | Monceaux-sur-Dordogne | La Chapelle-Saint-Géraud |
| Bassignac-le-Bas | Reygade               |                          |
| Altillac         |                       | Mercœur                  |

### Climat
Pour des articles plus généraux, voir Climat de la Nouvelle-Aquitaine et Climat de la Corrèze.
Historiquement, la commune est exposée à un climat montagnard.  
En 2020, Météo-France publie une typologie des climats de la France métropolitaine dans laquelle la commune est exposée à un climat de montagne et est dans la région climatique  Ouest et nord-ouest du Massif Central, caractérisée par une pluviométrie annuelle de 900 à 1 500 mm, maximale en automne et en hiver.
Pour la période 1971-2000, la température annuelle moyenne est de 11,3 °C, avec  une amplitude thermique annuelle de 15,3 °C. Le cumul annuel moyen de précipitations est de 1 229 mm, avec 12,4 jours de précipitations en janvier et 7,9 jours en juillet. Pour la période 1991-2020, la température moyenne annuelle observée sur la station météorologique la plus proche, située sur la commune de Camps-Saint-Mathurin-Léobazel à 7 km à vol d'oiseau, est de 11,1 °C et le cumul annuel moyen de précipitations est de 1 432,2 mm,. Pour l'avenir, les paramètres climatiques de la commune estimés pour 2050 selon différents scénarios d’émission de gaz à effet de serre sont consultables sur un site dédié publié par Météo-France en novembre 2022.

## Urbanisme

### Typologie
Au 1er janvier 2024, Reygade est catégorisée commune rurale à habitat très dispersé, selon la nouvelle grille communale de densité à 7 niveaux définie par l'Insee en 2022.
Elle est située hors unité urbaine. Par ailleurs la commune fait partie de l'aire d'attraction de Biars-sur-Cère - Saint-Céré, dont elle est une commune de la couronne,. Cette aire, qui regroupe 49 communes, est catégorisée dans les aires de moins de 50 000 habitants,.

### Occupation des sols
L'occupation des sols de la commune, telle qu'elle ressort de la base de données européenne d’occupation biophysique des sols Corine Land Cover (CLC), est marquée par l'importance des territoires agricoles (52,5 % en 2018), en augmentation par rapport à 1990 (50 %). La répartition détaillée en 2018 est la suivante : 
forêts (45,3 %), prairies (41,7 %), zones agricoles hétérogènes (10,8 %), milieux à végétation arbustive et/ou herbacée (1,9 %), eaux continentales (0,3 %).
L'évolution de l’occupation des sols de la commune et de ses infrastructures peut être observée sur les différentes représentations cartographiques du territoire : la carte de Cassini (XVIIIe siècle), la carte d'état-major (1820-1866) et les cartes ou photos aériennes de l'IGN pour la période actuelle (1950 à aujourd'hui).

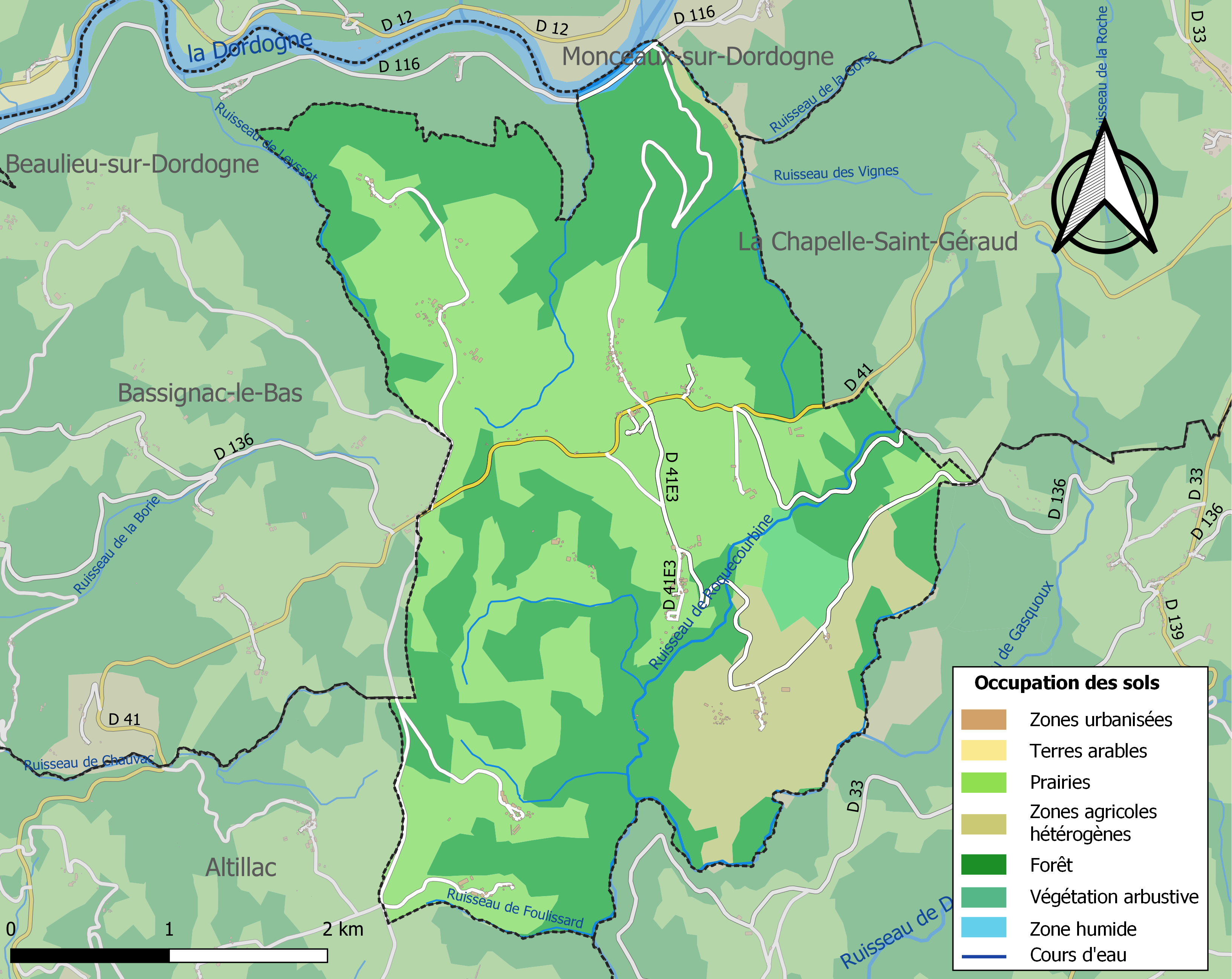
Carte des infrastructures et de l'occupation des sols de la commune en 2018 (CLC).

### Risques majeurs
Le territoire de la commune de Reygade est vulnérable à différents aléas naturels : météorologiques (tempête, orage, neige, grand froid, canicule ou sécheresse), inondations, feux de forêts et séisme (sismicité très faible). Il est également exposé à un risque technologique, la rupture d'un barrage, et à un risque particulier : le risque de radon. Un site publié par le BRGM permet d'évaluer simplement et rapidement les risques d'un bien localisé soit par son adresse soit par le numéro de sa parcelle.

#### Risques naturels
Certaines parties du territoire communal sont susceptibles d’être affectées par le risque d’inondation par débordement de cours d'eau, notamment la Dordogne. La commune a été reconnue en état de catastrophe naturelle au titre des dommages causés par les inondations et coulées de boue survenues en 1982, 1999 et 2021,. Le risque inondation est pris en compte dans l'aménagement du territoire de la commune par le biais du plan de prévention des risques (PPR) inondation « Reygade - Bassin de la Dordogne », approuvé le 30 octobre 2013. 

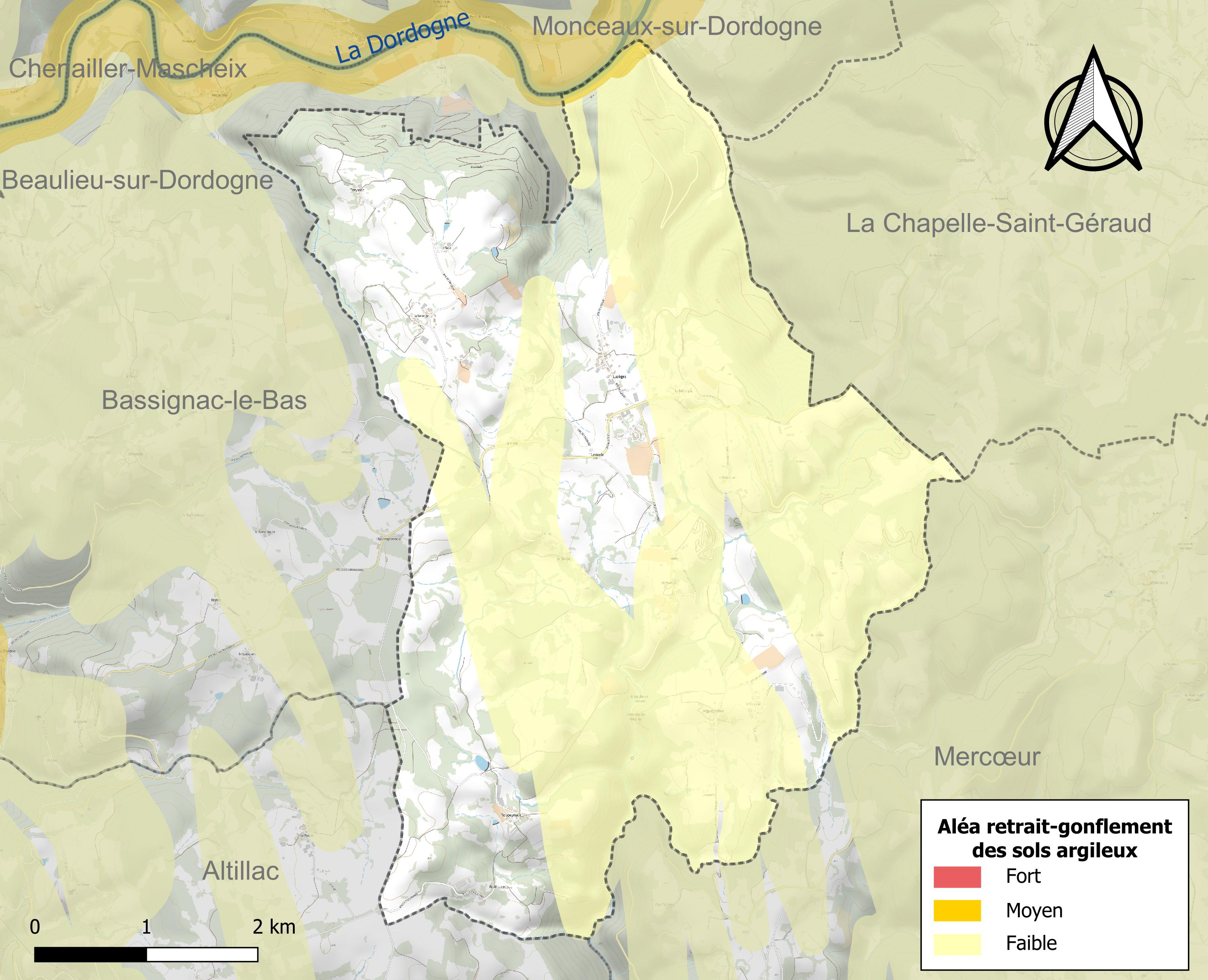
Carte des zones d'aléa retrait-gonflement des sols argileux de Reygade.

Le retrait-gonflement des sols argileux est susceptible d'engendrer des dommages importants aux bâtiments en cas d’alternance de périodes de sécheresse et de pluie. 0,4 % de la superficie communale est en aléa moyen ou fort (26,8 % au niveau départemental et 48,5 % au niveau national). Sur les 95 bâtiments dénombrés sur la commune en 2019,  aucun n'est en aléa moyen ou fort, à comparer aux 36 % au niveau départemental et 54 % au niveau national. Une cartographie de l'exposition du territoire national au retrait gonflement des sols argileux est disponible sur le site du BRGM,.
Concernant les feux de forêt, aucun plan de prévention des risques incendie de forêt (PPRIF) n’a été établi en Corrèze, néanmoins le code de l’urbanisme impose la prise en compte des risques dans les documents d’urbanisme. Le périmètre des servitudes d'utilité publique et des zones d'obligation légale de débroussaillement pour les particuliers est quant à lui défini pour la commune dans une carte dédiée. 
Concernant les mouvements de terrains, la commune a été reconnue en état de catastrophe naturelle au titre des dommages causés par des mouvements de terrain en 1999.

#### Risques technologiques
La commune est en outre située en aval des barrages de Bort-les-Orgues, du Chastang, de Marcillac, d'Enchanet et de Hautefage, des ouvrages de classe A soumis à PPI. À ce titre elle est susceptible d’être touchée par l’onde de submersion consécutive à la rupture d'un de ces ouvrages.

#### Risque particulier
Dans plusieurs parties du territoire national, le radon, accumulé dans certains logements ou autres locaux, peut constituer une source significative d’exposition de la population aux rayonnements ionisants. Certaines communes du département sont concernées par le risque radon à un niveau plus ou moins élevé. Selon la classification de 2018, la commune de Reygade est classée en zone 3, à savoir zone à potentiel radon significatif. 

## Toponymie
Le nom officiel de la commune s'écrit Reygade, mais localement il s'écrit aussi Reygades.
Ce nom pourrait provenir du verbe occitan rasicar, signifiant « enraciner », et pourrait ainsi correspondre à une plantation.
L'appellation pourrait donc être issue de l'occitan rasigada (« bouture de vigne ».)[réf. nécessaire]

## Politique et administration
| Période  | Période                 | Identité             | Étiquette  | Qualité                                                                  |
| -------- | ----------------------- | -------------------- | ---------- | ------------------------------------------------------------------------ |
| 1792     | 1795                    | Jean Lalo            |            |                                                                          |
| 1795     | 1796                    | Antoine Combalier    |            |                                                                          |
| 1796     | 1798                    | Jean Lalo            |            |                                                                          |
| 1798     | 1801                    | Jean Jaulhac         |            | Cultivateur                                                              |
| 1801     | 1828                    | Jean Lalo            |            |                                                                          |
| 1828     | 1843                    | Jean Jaulhac         |            |                                                                          |
| 1843     | 1881                    | Raymond Jaulhac      |            | Propriétaire - Cultivateur                                               |
| 1881     | 1884                    | François Reygade     |            | Propriétaire                                                             |
| 1884     | 1888                    | Raymond Jaulhac      |            | Propriétaire - Cultivateur                                               |
| 1888     | 1904                    | François Reygade     |            | Propriétaire                                                             |
| 1904     | 1932 décède en fonction | Mathurin Jaulhac     |            | Cultivateur                                                              |
| 1932     | 1944                    | Jean Jaulhac         |            | Cultivateur                                                              |
| 1944     | 1945                    | Michel Monfreux      |            | Cultivateur Président du Comité local de la Libération                   |
| 1945     | 1953                    | Jean Vaile           |            |                                                                          |
| 1953     | 1971                    | Jean Jaulhac         |            | Cultivateur                                                              |
| 1971     | mai 2020                | Lucien Delpeuch      | RPR-UMP-LR | Agriculteur retraité Conseiller général du canton de Mercœur (1994-2015) |
| mai 2020 | En cours                | Bernard Trassoudaine |            | Agriculteur                                                              |

## Démographie
L'évolution du nombre d'habitants est connue à travers les recensements de la population effectués dans la commune depuis 1793. Pour les communes de moins de 10 000 habitants, une enquête de recensement portant sur toute la population est réalisée tous les cinq ans, les populations de référence des années intermédiaires étant quant à elles estimées par interpolation ou extrapolation. Pour la commune, le premier recensement exhaustif entrant dans le cadre du nouveau dispositif a été réalisé en 2008.

En 2022, la commune comptait 181 habitants, en évolution de −5,73 % par rapport à 2016 (Corrèze : −0,59 %, France hors Mayotte : +2,11 %).
| 1793 | 1800 | 1806 | 1821 | 1831 | 1836 | 1841 | 1846 | 1851 |
| ---- | ---- | ---- | ---- | ---- | ---- | ---- | ---- | ---- |
| 606  | 320  | 399  | 437  | 434  | 454  | 404  | 448  | 420  |

| 1856 | 1861 | 1866 | 1872 | 1876 | 1881 | 1886 | 1891 | 1896 |
| ---- | ---- | ---- | ---- | ---- | ---- | ---- | ---- | ---- |
| 402  | 420  | 397  | 368  | 354  | 349  | 365  | 323  | 338  |

| 1901 | 1906 | 1911 | 1921 | 1926 | 1931 | 1936 | 1946 | 1954 |
| ---- | ---- | ---- | ---- | ---- | ---- | ---- | ---- | ---- |
| 292  | 291  | 276  | 243  | 257  | 257  | 244  | 224  | 250  |

| 1962 | 1968 | 1975 | 1982 | 1990 | 1999 | 2006 | 2008 | 2013 |
| ---- | ---- | ---- | ---- | ---- | ---- | ---- | ---- | ---- |
| 260  | 226  | 210  | 202  | 172  | 161  | 182  | 188  | 195  |

| 2018 | 2022 | - | - | - | - | - | - | - |
| ---- | ---- | - | - | - | - | - | - | - |
| 187  | 181  | - | - | - | - | - | - | - |

## Culture locale et patrimoine

### Lieux et monuments

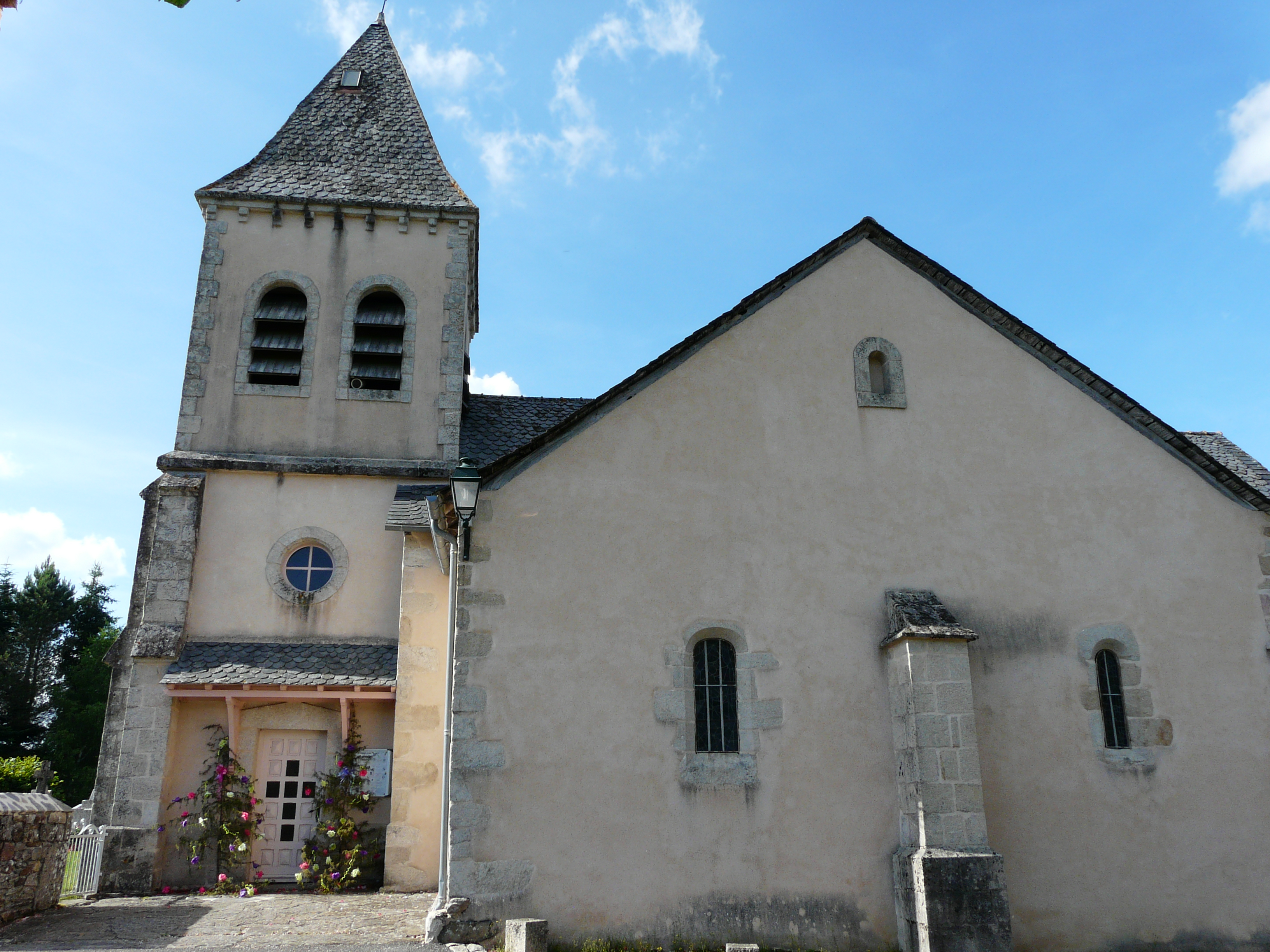
L'église Saint-Eutrope.

Église Saint-Eutrope-de-Saintes de Reygade.
Dans une petite chapelle près du cimetière on peut admirer derrière une vitre pour la protéger, une mise au tombeau polychrome du XVe siècle avec un son et lumière commenté par Jean Piat.
Ni l'auteur, ni la date exacte de ce chef-d'œuvre ne sont connus, mais la mise au tombeau qui se trouve à Carennac (dans le Lot) lui est très similaire mais dans une forme non polychrome.
Elle est impressionnante par la douloureuse expression des personnages, grandeur nature, au centre desquels se trouve la Vierge Marie qui pleure, soutenue par Jean l'évangéliste et Marie, épouse de Cléophas. De chaque côté Marie-Salomé joint les mains et Marie-Madeleine tient un vase d'aromates. Le Christ, dont le visage est empreint de douceur, est étendu sur une table de pierre. Le linceul est soutenu par Joseph d'Arimathie, à droite, et Nicodème, à gauche.

### Héraldique
| Blason de Reygade | Blason  | Parti : au 1er de gueules à la gerbe de blé d'or soutenue d'un croissant d'argent, au chef d'azur chargé d'une étoile d'or, au 2e d'azur à la bande d'argent, au chef de même chargé de trois étoiles de gueules. |
| Blason de Reygade | Détails | Le statut officiel du blason reste à déterminer. |